# Old Water
Das Old Water ist ein Wasserlauf in Cumbria, England.
Das Old Water entsteht aus einer Reihe von unbenannten kleinen Zuflüssen westlich des Great Blacklaw Hill. Es fließt in westlicher Richtung, bis es bei seinem Zusammentreffen mit dem New Water westlich des Tarnmonath Fell den River Gelt bildet.